# Philodoria spilota
Philodoria spilota là một loài loài bướm thuộc họ Gracillariidae. Đây là loài đặc hữu của Maui.
Có khả năng chúng ăn lá cây nơi chúng sống.